# Lotus T128
De Lotus T128 is een Formule 1-auto, die in 2011 wordt gebruikt door het Formule 1-team van Lotus.

## Onthulling
De RB7 werd op 1 februari 2011 onthuld op het Circuit Ricardo Tormo.

## Technisch
| Details         | Details                                | Details |
| --------------- | -------------------------------------- | ------- |
| Ontwerper       | Mike Gascoyne                          |         |
| Motor           | Renault 2400 cc V8 (90°)               |         |
| Chassis         | Koolstofvezel en honingraatcomposieten |         |
| Versnellingsbak | 7-traps semi-automaat                  |         |
| Gewicht         | 640 kg                                 |         |
| Brandstof       | Castrol                                |         |
| Banden          | Pirelli                                |         |

Red Bull RB7 ·
McLaren MP4-26 ·
Ferrari 150° Italia ·
Mercedes MGP W02 ·
Renault R31 ·
Williams FW33 ·
Force India VJM04 ·
Sauber C30 ·
Toro Rosso STR6 ·
Lotus T128 ·
HRT F111 ·
Virgin MVR-02